# Harūz-e Soflá
Harūz-e Soflá (persiska: Harūz-e Pā’īn, هروز سفلی, Herūz-e Pā’īn, Herūz, Herūz-e Soflá) är en ort i Iran.   Den ligger i provinsen Kerman, i den centrala delen av landet, 800 km sydost om huvudstaden Teheran. Harūz-e Soflá ligger 2 117 meter över havet och antalet invånare är 176.
Terrängen runt Harūz-e Soflá är kuperad, och sluttar norrut.Runt Harūz-e Soflá är det glesbefolkat, med 13 invånare per kvadratkilometer. Närmaste större samhälle är Chatrūd, 19,2 km sydväst om Harūz-e Soflá. Omgivningarna runt Harūz-e Soflá är i huvudsak ett öppet busklandskap.